# Croton serratoideus
Espèce
Croton serratoideus est une espèce de plantes à fleurs du genre Croton et de la famille des Euphorbiaceae, présente au Brésil dans l'état du Minas Gerais.
Il a pour synonymes :
- Croton dichotomus, (Klotzsch) Müll.Arg., 1873
- Croton serratus var. dichotomus, (Klotzsch) Müll.Arg., 1866
- Oxydectes dichotoma, (Klotzsch) Kuntze
- Timandra dichotoma, Klotzsch